# Obila catocalaria
Obila catocalaria är en fjärilsart som beskrevs av Walker 1866. Obila catocalaria ingår i släktet Obila och familjen mätare. Inga underarter finns listade i Catalogue of Life.